# Bedragaren (bok)
Bedragaren (The Deceiver) är en roman av Frederick Forsyth som först publicerades av Bantam Books 1991. Den första svenska utgåvan (inbunden) publicerades 1992 av Albert Bonniers Förlag i översättning av Lennart Olofsson. I talboksversion utgavs boken 1993 av förlaget Enskede TPB med inläsning av Mikael Axelsson. Handlingen är uppdelad i fyra noveller med en ramhistoria runtom och huvudpersonen är Sam McCready, chefen för sektionen Bedrägerier, Desinformation och Psykologiska Operationer (inofficiellt förkortad BD), som allmänt är känd under namnet ”Bedragaren”.

## Handling

### Prolog
Ramhistorien utspelar sig i tiden precis efter det kalla kriget, där chefen för brittisk underrättelsetjänst, SIS, informeras om att det nu erfordras ett mildare handlag med Sovjetunionen och att mer gammaldags kompromisslösa agenter skall sättas på plats. Ordern att statuera ett exempel kommer ovanifrån, och valet faller på Sam McCready. Dennes ställföreträdare, Denis Gaunt, har dock inte för avsikt att låta sin chef få sparken utan att bjuda upp till kamp. En hearing hålls där Gaunt å McCreadys vägnar argumenterar att dennes förtjänster mer än väl uppväger de smärre diplomatiska förvecklingar som tidvis uppstått. För att slagkraftigt kunna framhålla detta återberättar Gaunt fyra tilldragelser ur McCreadys händelserika karriär.

### Stolthet och extrem fördom
En högt uppsatt sovjetisk militär har blivit befordrad till generalmajor och fått en ny befattning. Denne man är dock villig att sälja känsliga upplysningar till engelsmännen under en vistelse i Östtyskland och McCready tar hjälp av en gammal kontakt på BND för att få tag i de värdefulla dokumenten.

### Brudpriset
Under ett besök i England hoppar en rysk överste, Pjotr Orlov, av och vill få uppehållstillstånd i USA i utbyte mot militära hemligheter. McCready har dock en egen sovjetisk kontakt som hävdar att Orlov är en falsk avhoppare och enkom sprider desinformation.

### Ett av krigets offer
Libyen förbereder att transportera en fartygslast vapen till IRA. Det faller på McCreadys lott att förhindra att vapnen kommer fram.

### En solskenshistoria
En liten ö i Karibiska havet står i begrepp att göra sig fri från brittiskt styre och två kandidater till guvernörsämbetet har gått till val. Samtidigt mördas öns nuvarande brittiske guvernör och McCready, som vid tidpunkten av en slump befinner sig i USA, beger sig till ön för att undersöka mordfallet.

### Epilog
När hearingen avslutats och alla dragit sig tillbaka finner Gaunt sin chef på dennes kontor – i full färd med att packa ihop sina grejer och förbereda sig på avsked. McCready meddelar Gaunt att han inte för ett ögonblick betvivlat att alla ansträngningar vore förgäves men att han ändå ville se höga vederbörande svettas lite. När McCready lämnar sitt f.d. jobb ser han att rubrikerna i Evening Standard förkunnar att det kalla kriget officiellt är slut. Fyra veckor senare invaderade Saddam Hussein Kuwait.

## Utgåvor[1]
- Forsyth, Frederick (1992). Bedragaren (första upplagan). Stockholm: Albert Bonniers Förlag. ISBN 91-0-055155-4
- Forsyth, Frederick (1993). Bedragaren (andra upplagan). Stockholm: Albert Bonniers Förlag. ISBN 91-43-02018-6
- Forsyth, Frederick (1993). Bedragaren. Stockholm: Pocket Express. ISBN 91-7159-001-3
- Forsyth, Frederick (1994). Bedragaren. Stockholm: MånPocket. ISBN 99-0184541-6
- Forsyth, Frederick (1993). Bedragaren (talbok). Enskede TPB
- Forsyth, Frederick (2004). Bedragaren (talbok). Enskede TPB